# Erwin Kremers
Pour les articles homonymes, voir Kremers.
Erwin Kremers est un footballeur allemand, né le 24 mars 1949. Son frère jumeau, Helmut Kremers, fut champion du monde 1974 avec la RFA. 

## Biographie
En tant qu’attaquant, il fut international allemand à 15 reprises (1972-1974) pour 3 buts. 
Il participa à l’Euro 1972, en Belgique. Il fut titulaire contre la Belgique, ainsi que contre l’URSS en finale. Il fut champion d’Europe 1972.
Il joua dans trois clubs allemands : le Borussia Mönchengladbach, le Kickers Offenbach et le FC Schalke 04. 
Avec le premier, il termina deux fois troisième de Bundesliga. Avec le second, il remporte la Coupe d’Allemagne en 1970 (2-1, contre le FC Cologne), remporte la D2 allemande en 1970. Avec le troisième, il remporta une coupe d’Allemagne en 1972 et termina 2e en Bundesliga en 1972 et en 1977.

## Clubs
- 1967-1969 : Borussia Mönchengladbach
- 1969-1971 : Kickers Offenbach
- 1971-1979 : FC Schalke 04

## Palmarès
- Championnat d'Europe de football

- - Vainqueur en 1972

- Championnat d'Allemagne de football
  - Vice-champion en 1972 et en 1977

- Championnat d'Allemagne de football D2
  - Champion en 1970

- Coupe d'Allemagne de football
  - Vainqueur en 1970 et en 1972